# Project Orion

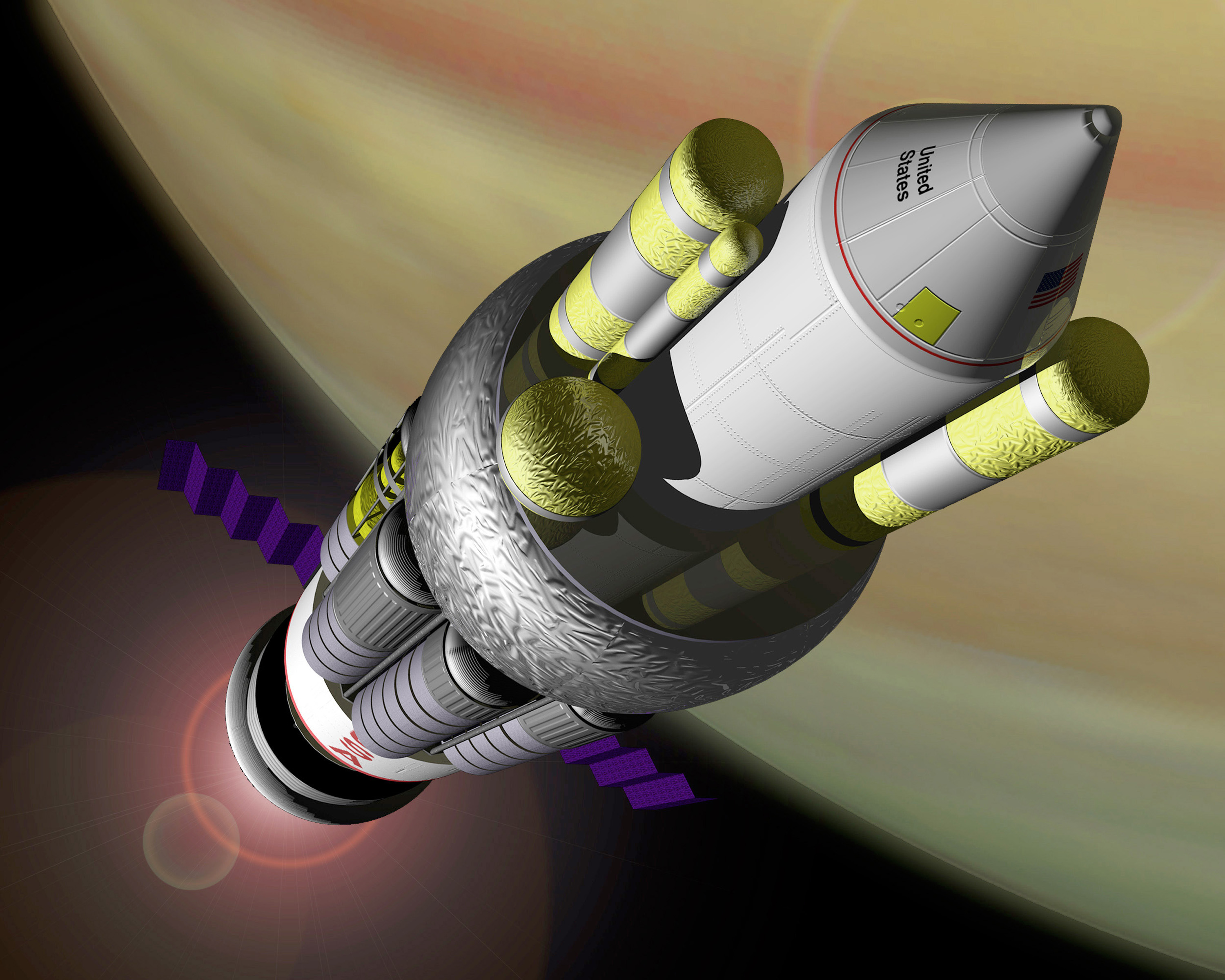
Artistieke weergave van een Project Orion ruimteschip

Project Orion was een poging om een op kernenergie gebaseerde aandrijving voor ruimtevaartuigen te ontwikkelen. De werking was gebaseerd op het tot ontploffing brengen van kleine kernbommen die door het ruimteschip zelf zouden worden meegevoerd. Het project liep van 1957 tot 1965.

## Principe

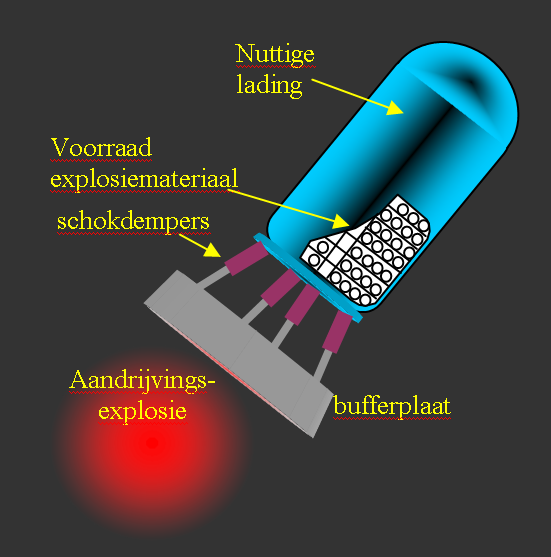
Principeschema van de nucleaire voortstuwing. Met tussenpozen wordt een nucleair explosief uitgestoten en achter de bufferplaat tot ontploffing gebracht.

Het idee is afkomstig van de wiskundige Stanislaw Ulam, kort na het beëindigen van de Tweede Wereldoorlog (1947). Ulam was een atoombomdeskundige; zo was hij samen met Edward Teller de bedenker van een ontsteking voor de waterstofbom. Om het project Orion van de grond te krijgen werd een team van wetenschappers gevormd, waar ook Freeman Dyson deel van uitmaakte. Het onderzoek vond plaats bij General Atomics, destijds een divisie van General Dynamics.
De aandrijving van ruimtevaartuigen werkt op het reactie-principe; bij het naar achteren uitstoten van massa wordt voorwaartse snelheid verkregen. Bij chemische raketten worden, afhankelijk van de omvang van de raket, een stroom chemische onderling reagerende stoffen (meestal brandstof en een zuurstofdrager) in een verbrandingskamer tot reactie gebracht, waarbij de temperatuur van de reactieproducten hoog wordt en de snelheid waarmee het uitgestoten gas (de uitstroomsnelheid) toeneemt tot – afhankelijk van de gekozen brandstofcombinatie - maximaal enkele km per seconde, maar niet hoger dan dat.
Een ionenmotor is een nieuwer voortstuwingsprincipe, waarbij in de raket elektrisch geladen deeltjes gemaakt worden met zelf meegevoerd reactiemiddel (bijvoorbeeld xenon) welke vervolgens door middel van een elektrisch veld worden uitgestoten. Het voordeel hiervan is de veel hogere uitstroomsnelheid (tot tientallen km/s). Het nadeel is de geringe hoeveelheid massa die per seconde kan worden versneld.
Het Orion-project combineerde de voordelen van de chemische voortstuwing en de ionenvoortstuwing. Door na elkaar, met enige tussenpozen, nucleaire explosies aan de achterzijde van een ruimtevaartuige teweeg te brengen zou men zowel een hoge uitstroomsnelheid als een grote hoeveelheid versnelde massa kunnen realiseren.

## Techniek
Een groot probleem vormde de omvang van de explosies en het discontinue karakter van de voortstuwing. De oplossing werd gezocht in het aanbrengen van een zware mechanische buffer aan de achterzijde van het ruimteschip. De explosies zouden door de bufferplaat worden opgevangen. Een stel enorme gasveren zou de snelheid van de plaat tussen twee explosies in overdragen aan het ruimtevaartuig.
Een ander probleem was dat een atoomexplosie wel veel energie in alle richtingen vrijmaakt, maar dat voor een efficiënte voortstuwing extra massa (bijvoorbeeld kunststof en afval) aan de explosie zou moeten worden toegevoerd. Ook is gedacht aan het focussen van de explosie op de bufferplaat, om voortstuwingswinst te boeken.

## Potentiële prestaties
Er zijn Orion-schepen ontworpen van enkele honderden tot enkele miljoenen tonnen massa. Bij vertrek zouden tot duizend atoombommen aan boord zijn.
Het Orion-ontwerp zou vluchten met een groot ruimteschip direct vanaf het aardoppervlak naar Mars mogelijk hebben gemaakt.
Ook is het Orion-principe genoemd als mogelijkheid om hemellichamen die op een botsingskoers met de aarde liggen naar een veiliger baan te duwen.

## Problemen
Iedere lancering zou gepaard gaan met een radioactieve besmetting van een groot gebied rond de lanceerplaats, wat lancering vanaf het aardoppervlak problematisch zou maken. Explosies boven de atmosfeer zouden door de daarmee gepaard gaande 'elektromagnetische puls (EMP) elektronische apparatuur in een wijde omgeving beschadigen. Stoffen als berylliumoxide, die gebruikt zouden worden om de opbrengst van de kernexplosie te verbeteren, zijn giftig.
Later is gesteld dat kernfusie-explosies in plaats van kernsplijtingbommen het probleem van radioactieve fall-out had kunnen verminderen of oplossen. Het interstellaire ruimteschipontwerp Project Daedalus van de British Interplanetary Society is gebaseerd op een dergelijke thermonucleaire aandrijving. Ook komen we nog enkele problemen van technische aard tegen. Er bestaat namelijk de mogelijkheid dat de schokabsorbers en het oppervlak van de bufferplaat beschadigd raken.
Het Orion-project is mede door het verbod op atoomproeven in de atmosfeer (1963) en het latere Ruimteverdrag (1967) tot stilstand gekomen.